# Žbevac
Žbevac (cyr. Жбевац) – wieś w Serbii, w okręgu pczyńskim, w gminie Bujanovac. W 2002 roku liczyła 804 mieszkańców.